# Anomoia zoseana
Anomoia zoseana är en tvåvingeart som först beskrevs av Zia 1937.  Anomoia zoseana ingår i släktet Anomoia och familjen borrflugor. Inga underarter finns listade i Catalogue of Life.